# JCDecaux

Företagets logotyp.

JCDecaux är ett multinationellt företag som är verksamma inom utomhusreklam, grundat 1964 av Jean-Claude Decaux (1937–2016). Företaget har säte i Neuilly-sur-Seine i närheten av Paris och är noterat hos Euronext Paris. År 2011 blev företaget världsledande inom utomhusreklam.

## Verksamhet i Sverige
1997 köpte JCDecaux ARE som tidigare ägdes av Socialdemokraterna.